# Historia LGBT en Ecuador

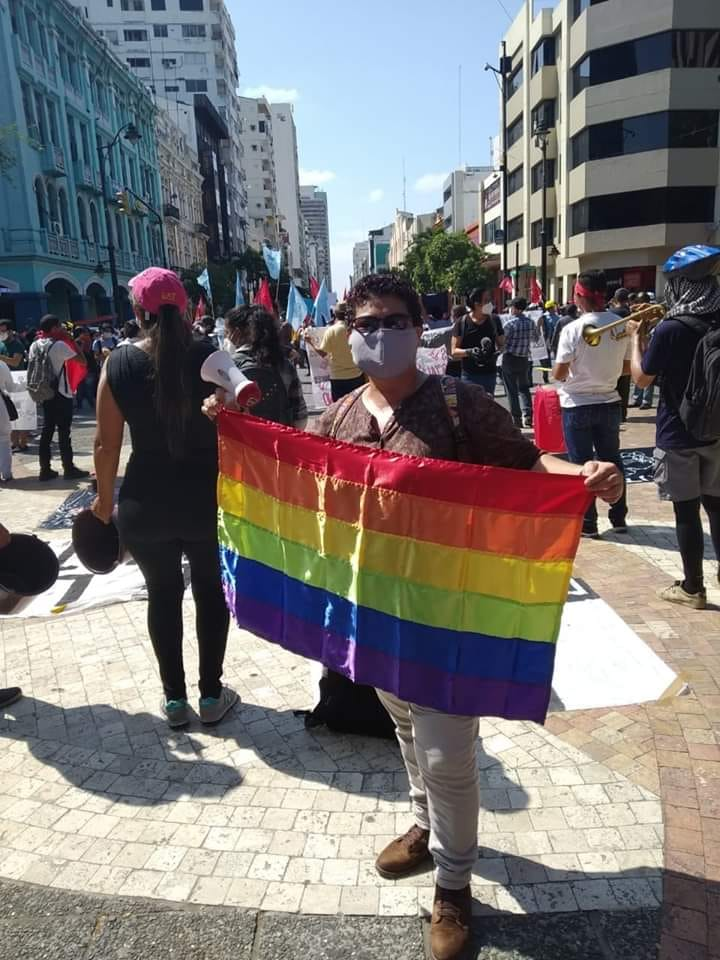
Activista LGBT durante una protesta en 2020 en Ecuador.

La historia de las personas lesbianas, gais, bisexuales y transgénero (LGBT) en Ecuador tiene sus más antiguas manifestaciones en el período precolombino. Se han encontrado indicios en culturas como la Valdivia, Tumaco-La Tolita y Bahía que sugieren que la homosexualidad era considerada como algo natural entre sus integrantes. Textos escritos por cronistas hispanos al momento de la colonización española señalan en particular a la cultura huancavilca como el grupo nativo en que la homosexualidad era practicada de forma más abierta y aceptada. Sin embargo, con la conquista española se instauró un sistema de represión contra cualquier persona que practicara la homosexualidad en los territorios que actualmente conforman Ecuador.
Luego de la independencia, la homosexualidad permaneció ausente del Código Penal Ecuatoriano hasta 1871, cuando por primera vez se tipificó como crimen con una pena de cuatro a ocho años de cárcel. Durante las décadas siguientes el tema fue poco mencionado, principalmente por la criminalización de la homosexualidad y el machismo que caracterizaba a la sociedad ecuatoriana de la época. Un cambio notorio se produjo a finales de la década de 1970, cuando las olas migratorias a las principales ciudades y el efecto de eventos como los disturbios de Stonewall provocaron un incremento en la visibilidad de las personas LGBT, que comenzaron a tener reuniones informales que darían lugar al nacimiento de una comunidad gay ecuatoriana. Sin embargo, esos avances trajeron consigo un despunte en la represión policial, principalmente con la instauración en 1985 de los escuadrones volantes, grupos de élite de la policía que realizaban detenciones ilegales y torturas contra toda persona que consideraran indeseable, en particular contra personas pertenecientes a la diversidad sexual.
La represión policial se redujo luego de la desaparición de los escuadrones volantes en 1988, pero siguió siendo común. El evento que marcaría el punto de inflexión en el activismo por la diversidad sexual fue la Redada del bar Abanicos, un bar para público LGBT de Cuenca que fue intervenido violentamente por la policía la noche del 14 de junio de 1997. Los detenidos en el bar sufrieron abusos, torturas y violaciones por parte de la policía y otros reos durante su detención, lo que desató críticas a nivel nacional y llevó a que por primera vez los distintos grupos LGBT del país se articularan en un solo frente para exigir la despenalización de la homosexualidad. Como parte de esta campaña se realizaron las primeras marchas y manifestaciones públicas de personas LGBT en la historia de Ecuador. Finalmente, el 25 de noviembre de 1997, el Tribunal Constitucional dictaminó que el primer inciso del artículo 516 del Código Penal era inconstitucional, con lo que quedó despenalizada la homosexualidad. Un año después, se incluyó la orientación sexual como una de las categorías protegidas contra la discriminación en la Constitución de 1998.
Aunque durante los primeros años del siglo XXI siguieron existiendo casos de discriminación y abusos contras personas LGBT, los esfuerzos por alcanzar mayor visibilidad y el reclamo de derechos por parte de la comunidad ayudaron a acrecentar la aceptación social hacia la diversidad. sexual Durante la creación de la Constitución de 2008, las organizaciones LGBT tuvieron representantes en el proceso de redacción del articulado y lograron notables reivindicaciones en sus derechos, como la legalización de las uniones de hecho para parejas conformadas por personas del mismo sexo y la inclusión de la identidad de género como una de las categorías protegidas contra la discriminación.
Los años a partir de la década de 2010 han traído más hitos en la lucha por los derechos de las personas pertenecientes a la diversidad sexual, así como la aparición de figuras públicas abiertamente LGBT, como ministros de Estado, legisladores y alcaldes. En 2015, la Asamblea Nacional aprobó cambios a la ley del Registro Civil, entre las que estaba la posibilidad de que las personas transgénero cambiaran el campo de sexo en su cédula de identidad por el de género. Otros cambios jurídicos se han conseguido mediante sentencias de la Corte Constitucional, como el Caso 1692-12-EP, decidido en 2018 y que asentó el derecho de dos mujeres de ser registradas como madres legales de su hija, y posteriormente los casos 11-18-CN y 10-18-CN, decididos el 12 de junio de 2019 y con los que la Corte legalizó el matrimonio igualitario en Ecuador.

## Época precolombina

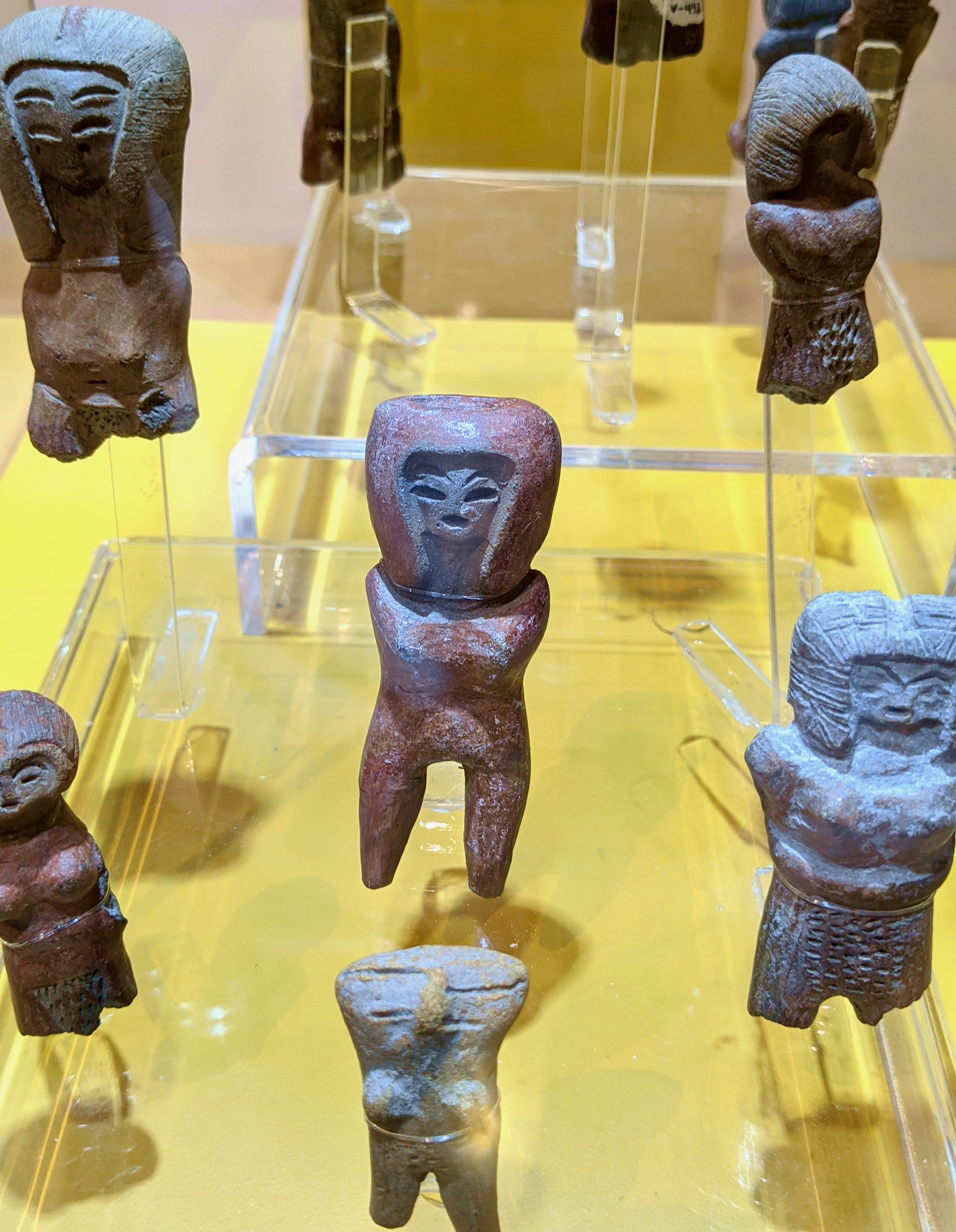
Figurines hermafroditas originarios de la cultura Valdivia.

Existen indicios arqueológicos y etnohistóricos que sugieren que antes de la colonización española, los pueblos indígenas que habitaban los territorios que en la actualidad conforman Ecuador consideraban la homosexualidad como algo natural. Se han encontrado cerámicas de la cultura Valdivia que mostraban este tipo de relaciones como parte de sus representaciones del erotismo y la fertilidad. Todo cambió con la llegada de los europeos, que impusieron una visión negativa de la homosexualidad basada en sus creencias religiosas católicas.
La arqueóloga María Fernanda Ugalde ha señalado en particular la presencia de figurillas de parejas de mujeres en las culturas Tumaco-La Tolita y Bahía en posiciones usadas tradicionalmente para representar a parejas casadas. De acuerdo a Ugalde, los estudios arqueológicos tradicionales han ignorado estas figurillas o las han descrito como «hermanas siamesas», a pesar de mostrarse en las mismas posturas que parejas afectivas heterosexuales, lo que abre la posibilidad de que mostraran parejas de mujeres lesbianas. Una de las parejas de las figurillas de la Cultura Bahía muestra incluso a una de las mujeres cargando a un bebé.
Ugalde también se ha referido a figurillas de la Cultura Tumaco-La Tolita que muestran personas con vestimenta masculina, pero que a la vez poseen marcadas características físicas femeninas. El arqueólogo Andrea Brezzi ha explicado la existencia de estas figurillas aseverando que probablemente habían sido realizadas en el mismo molde en que se hacían las figurillas femeninas para ahorrar trabajo, aunque el hecho de que existieran moldes específicos para crear figurillas masculinas vuelve para Ugalde menos factible esta teoría. De acuerdo a Ugalde, otra explicación podría ser que las figurillas describen a personas pertenecientes a un hipotético tercer género. El mismo Brezzi, al describir a una figurilla de un hombre joven, afirmó que poseía «caracteres masculinos y femeninos al tiempo».
Del lado de los pueblos indígenas amazónicos se puede mencionar a los shuar, para quienes el acto de ser penetrado durante el sexo anal no era visto como sinónimo de afeminización y cuyo idioma cuenta con los vocablos «chiminiamnijikratin» (en español: persona que fecunda el ano) y «chiminiamnijitiai» (en español: persona fecundada en el ano). En las tradiciones shuar existe además una leyenda sobre un jaguar macho que es penetrado por un mono, quien se ofrece a ayudarlo a limpiar su ano con un palo después de haber defecado, pero que disimuladamente reemplaza el palo por su pene, por lo que el jaguar lo muerde al darse cuenta del engaño.

### Cultura huancavilca

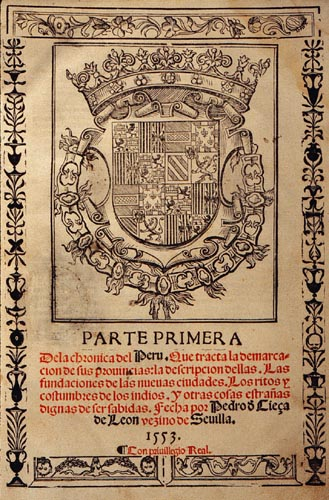
Cieza de León describió a los enchaquirados en su Crónica del Perú.

Gracias a la información recopilada por cronistas hispanos, se conoce que la homosexualidad era practicada de forma mucho más abierta entre los huancavilcas en comparación con el resto de pueblos indígenas que encontraron los invasores españoles al momento de la colonización. Algo común en estos registros es el contraste entre la aceptación de la que gozaban estas relaciones en la población huancavilca y el rechazo que expresaron los cronistas para referirse a ellas. Un ejemplo de esto son las crónicas de Garcilaso de la Vega, quien se refirió a las prácticas homosexuales de los huancavilcas como un «vicio», o las de Girolamo Benzoni, quien se refirió a ellos como «sucios sodomitas».
Un papel central en estos registros lo tenían los hombres identificados como «enchaquirados», que recibieron este nombre por el uso de chaquiras y formaban especies de harenes de hombres homosexuales que participaban en ceremonias religiosas y adoptaban vestimenta femenina desde la infancia. Pedro Cieza de León describe a los enchaquirados como hombres (uno o más por cada templo) que cumplían el rol de sacerdotes o guardianes de las deidades adoradas por los huancavilcas y que tenían relaciones homosexuales con los caciques de sus tribus durante sus festividades religiosas. De acuerdo al antropólogo Hugo Benavides, el uso de objetos considerados como invaluables por parte de los huancavilcas, como lo eran el oro y las chaquiras de conchas spondylus, indica el estatus elevado que los enchaquirados tenían dentro de la jerarquía social de las tribus.
Según Cieza de León, los huancavilcas fueron duramente castigados por los capitanes Francisco Pacheco y Juan de Olmos por practicar la homosexualidad.

## Periodo colonial

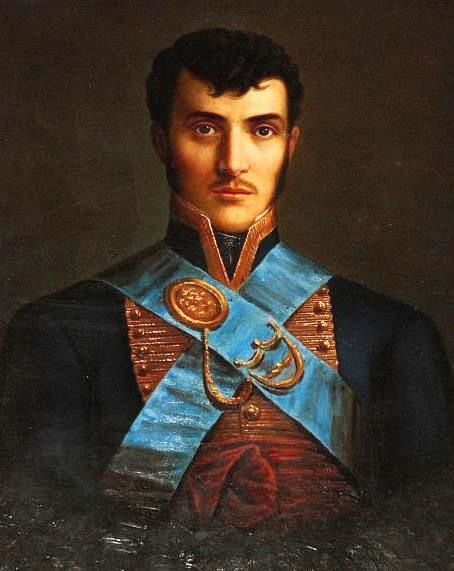
Retrato de Carlos de Montúfar.

No se conocen muchos casos públicos de homosexualidad durante el periodo colonial en Ecuador. Uno de los más notorios de los que se tiene noticia es el de Manuel Barros de San Millán, quien fue presidente de la Real Audiencia de Quito de 1587 a 1593 y quien nunca contrajo matrimonio. El 3 de julio de 1590, Andrés Cupín, un antiguo esclavo de Barros que estaba siendo juzgado por sodomía en Lima, declaró que Barros había sido el primer hombre con el que había tenido relaciones sexuales, hechos que habrían transcurrido cuando se encontraba a su servicio en la Audiencia de Charcas, con sede en la ciudad de La Plata. Barros ya había sido acusado del «pecado nefando» antes, tanto en Panamá como en Charcas, aunque estas acusaciones habían sido desestimadas.
A raíz de las declaraciones de Cupín, Barros fue detenido y llevado a Lima. Los rumores sobre el caso pronto se regaron en Quito, donde Barros había hecho numerosos enemigos. Durante el juicio, varias personas de Quito se presentaron como testigos y afirmaron que Barros solía caminar agarrado de la mano de otros hombres y se mostraba en extremo cariñoso con ellos. El 11 de octubre de 1594, Andrés Cupín fue ejecutado en garrote vil por las acusaciones de sodomía. Barros fue llevado de regreso a España, donde en 1597 fue sentenciado a pagar una multa de 7000 ducados y se le prohibió regresar a las Indias.
Otro caso que ha sobrevivido hasta la actualidad es el del aristócrata e independentista quiteño Carlos de Montúfar, de quien se señalaba que tuvo una relación amorosa con el geógrafo y barón alemán Alexander von Humboldt. Montúfar y Humboldt se conocieron en Quito en 1802 durante los viajes del geógrafo por América. Tras el encuentro, Montúfar decidió acompañarlo durante el resto de su viaje por el continente y luego se mudó con él a Europa. En total, Montúfar y Humboldt vivieron juntos durante tres años, pero posteriormente Montúfar regresó a América para participar en las campañas independentistas, mientras que el físico francés Joseph Louis Gay-Lussac pasó a ocupar en la vida de Humboldt el lugar que antes tenía Montúfar.
La relación entre Montúfar y Humboldt produjo indignación en el botánico novogranadino Francisco José de Caldas, quien esperaba unirse a la expedición de Humboldt, pero que fue dejado de lado por el alemán para poder incluir a Montúfar. Caldas aseveró que el quiteño le había «robado el corazón» de Humboldt y, en una carta fechada el 2 de abril de 1802 y dirigida al pensador y sacerdote español José Celestino Mutis, afirmó que el alemán había acudido a «las casas donde reina el amor impuro», en relación con su paso por Quito:

¡Qué diferente es la conducta que el señor barón ha llevado en Santafé y Popayán de la que lleva en Quito!(...) Entra el barón en esta Babilonia, contrae por su desgracia amistad con unos jóvenes obscenos disolutos, le arrastran a las casas donde reina el amor impuro, se apodera esta pasión vergonzosa de su corazón y ciega a este joven sabio hasta un punto que no se puede creer.

El 21 de junio del mismo año Caldas volvió a escribirle a Mutis una carta, la misma en que se refirió a Montúfar como el «Adonis» de Humboldt, en los siguientes términos:

El señor barón de Humboldt partió de aquí el ocho del corriente con Mr. Bonpland y su Adonis, que no le estorba para viajar como Caldas (...) Yo le amo, pero he sentido este desaire, que no curará con nada este sabio.

### Juicios coloniales por sodomía
Gracias a los registros del Archivo Nacional del Ecuador, se conoce de varios casos de sodomía juzgados por la Real Audiencia de Quito entre 1589 y 1822. El primero tuvo lugar en Loja en 1601 e involucró a un fraile acusado de sodomía por tres mujeres indígenas que terminó en una sentencia absolutoria. El siguiente ocurrió casi dos siglos después, en 1779, y coincidió con un aumento considerable en los juicios por delitos sexuales ocurrido a finales del siglo XVIII. De acuerdo a la historiadora Lucía Moscoso Cordero, este incremento de juicios se originó a causa de las políticas de control social incluidas en las reformas borbónicas. Para lograr un control más efectivo, la corona creó los oficios de Alcaldes de los Barrios de Quito en 1767 y varios delitos que antes eran juzgados por la Iglesia Católica pasaron a manos de las autoridades coloniales. En medio de este contexto tuvo lugar el caso de 1779, que involucró a un hombre residente en Guayaquil llamado Pascual Cárdenas acusado de tener «perversas inclinaciones» y de sodomía.
En la década de 1780 tuvieron lugar en Quito dos juicios por relaciones homosexuales femeninas. El primero ocurrió en 1782 e involucró a dos mujeres llamadas Rosa Hidalgo y Andrea Montenegro Ayala, que fueron tildadas de «tortilleras» en el folio correspondiente. Según la acusación, Hidalgo había abandonado a su esposo, Leonardo Salazar, para vivir en San Roque en una «ilícita amistad» con Montenegro, quien solía vestirse con ropa masculina para buscar a Hidalgo. Luego de que Salazar retractara la acusación, se dictaminó que Hidalgo fuera «entregada a su marido» y que Montenegro fuera recluida en el Monasterio de la Inmaculada Concepción por un año, con la amenaza de ser condenada a muerte en caso de reincidir. El segundo caso ocurrió en 1787 y involucró a dos costureras llamadas Manuela Palis y Josefa Lara, acusadas de vivir en «continuado concubinato (...) é incursas estas, en el abominable delito de sodomía», con varios testigos que dieron fe de la supuesta relación. Concluido el juicio, Lara fue condenada a dos años de trabajo en la Real Fábrica de Tabacos, mientras que Palis fue sentenciada a dos años de reclusión en un hospicio. Al año de sus condenas, ambas enviaron cartas al presidente de la Real Audiencia de Quito en que rogaban ser liberadas, pero no obtuvieron respuesta.
Un juicio por homosexualidad masculina tuvo lugar en cambio en 1788 y resultó en tres condenados, llamados Custodio Legendres, Justo Santana y Gregorio Ríos. De acuerdo a la acusación, Legendres vivía en «concubinato nefando» con Santana y antes había tenido relaciones similares con otros siete hombres, entre ellos Ríos. Algunos de los acusados confirmaron haber sido besados y acariciados por Legendres, pero negaron haber tenido relaciones sexuales con él, mientras que Ríos aceptó haberse masturbado mutuamente con Legendres. Tras ordenar el embargo de bienes, el fiscal sentenció a Legendres a tres años de trabajo en una fábrica de tabaco en Guayaquil, a un año de servicios en la iglesia a Ríos y a seis meses en un hospicio a Santana.

## Periodo republicano

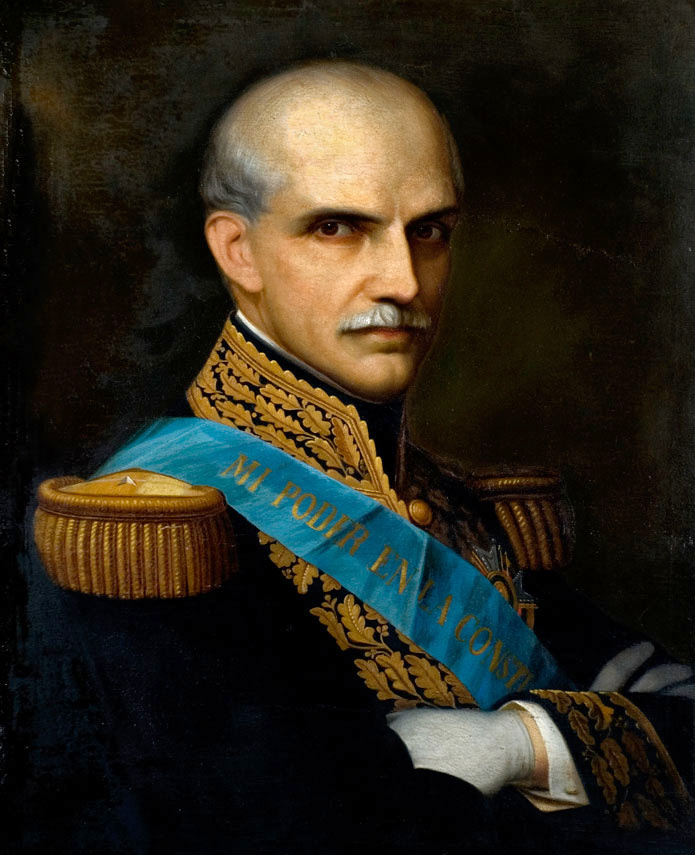
La homosexualidad en Ecuador fue penalizada por primera vez en 1871, durante el gobierno del presidente conservador Gabriel García Moreno.

El primer Código Penal de Ecuador fue emitido en 1837 y no contenía ningún tipo de prohibición a las relaciones sexuales entre personas del mismo sexo. Esto cambió durante el gobierno del presidente conservador Gabriel García Moreno, quien en 1871 promulgó un nuevo Código Penal que por primera vez castigó la homosexualidad en el país, específicamente la masculina (a la que hacía referencia con el término «sodomía»), con una pena de cuatro a ocho años de cárcel, en su artículo 401. El primer inciso de este artículo decía:

En los casos de sodomía, los culpables serán condenados a penitenciaría de cuatro a ocho años cuando no intervenga violencia ni amenazas; de ocho a doce años cuando interviniere una de estas circunstancias, y con penitenciaría extraordinaria cuando la víctima fuese menor de edad.

La Revolución liberal impulsada por Eloy Alfaro a finales del XIX dio paso a una serie de reformas legales laicas que redujeron el poder de la Iglesia católica y modernizaron la sociedad, entre ellas la ley de matrimonio civil y divorcio y la instauración de la libertad de culto. Sin embargo, el nuevo Código Penal promulgado en 1906 por Alfaro mantuvo el artículo que prohibía la sodomía, aunque pasó al numeral 364.
Durante las primeras décadas del siglo XX aparecieron las primeras representaciones de homosexualidad en la literatura ecuatoriana. En 1926 el escritor lojano Pablo Palacio publicó el cuento «Un hombre muerto a puntapiés», que incluyó la primera representación de homosexualidad masculina en las letras ecuatorianas. Unos años más tarde, en 1930, el guayaquileño Joaquín Gallegos Lara publicó el cuento «Al subir el aguaje», que mostró a su vez la primera representación literaria de homosexualidad femenina.
En 1933, el psicoanalista y escritor ecuatoriano Humberto Salvador publicó el libro Esquema sexual, que alcanzó gran éxito en Latinoamérica, y en el que se posicionó en contra de la criminalización de la homosexualidad en Ecuador, basándose en puntos de vista clínicos y científicos. También hizo referencia a lo contradictorio que era el hecho de que la ley solo prohibiera la homosexualidad masculina (sodomía) y no la femenina, concluyendo que quizás los autores del Código Penal sentían atracción hacia su mismo sexo y que «por lo mismo, la represión, —hablando en términos freudianos—, adquirió en ellos caracteres de máxima violencia». Indicó además: «Se ha dicho que los que más duramente atacan a un desvío sexual, son los que lo practican o lo aman en secreto. Y es ésta una evidente verdad psicológica». Ese mismo año, Salvador publicó la novela Camarada, en la que incluyó una personaje lesbiana y habló de lo común que eran las relaciones amorosas entre mujeres en los colegios religiosos del Quito de la época.
El siguiente cambio en la legislación concerniente a la diversidad sexual ocurrió en el Código Penal de 1938, que cambió la palabra «sodomía» por «homosexualismo» y de este modo amplió el delito para abarcar las relaciones sexuales lésbicas. El artículo fue posteriormente trasladado al numeral 516 del Código Penal. El primer inciso de este artículo (que originalmente era el 491) decía:

En los casos de homosexualismo, que no constituyan violación, los dos correos, serán reprimidos con reclusión mayor de cuatro a ocho años.

En general, la homosexualidad era un tema del que se hablaba poco en el Ecuador de esos años. Sin embargo, un evento ocurrido en 1963 puso el tema en la palestra pública durante meses. El 17 de diciembre de ese año, durante una fiesta en una casa ubicada en la calle Santa María, en el barrio La Mariscal de Quito, el poeta y diplomático ecuatoriano Francisco Granizo disparó contra el joven Wilfrido Villamar, quien según varios testimonios habría sido su pareja sentimental, en un aparente conflicto de celos producido por un triángulo amoroso entre Granizo, Villamar y otro hombre que se encontraba en el lugar. Minutos después de que arribara la policía y detuviera a los presentes, Villamar falleció. El hecho produjo escándalo y generó una intensa cobertura homofóbica en la prensa durante los meses siguientes. El poeta y periodista Alejandro Carrión le dedicó varios artículos que escribió para la revista La calle, en los que llamaba a limpiar la «podredumbre homosexual», afirmaba que el ser homosexual era peor crimen que el asesinato mismo de Villamar e insinuaba que era un peligro contar con personas homosexuales en el ministerio de relaciones exteriores, pues, según él, eran más propensos a revelar secretos de Estado.
La policía obligó a los detenidos, a quienes se tildó de «invertidos sexuales» en las pesquisas, a elaborar una lista con alrededor de cuatrocientas personas supuestamente homosexuales, cuyos nombres fueron publicados en varios de los periódicos más grandes de Ecuador y a quienes Carrión llamó a «expulsar» del país. Producto de la publicación de la lista, muchos de los mencionados perdieron sus trabajos, mientras los que contaban con recursos económicos suficientes abandonaron el país. Granizo, que en ese entonces ostentaba el cargo de Jefe del Departamento Diplomático, Político y de Relaciones Exteriores, dejó el puesto tres días después del hecho y se retiró de forma definitiva de la diplomacia. Dado que muchos de los implicados trabajaban en la Cancillería de Ecuador, una frase popular de la época que decía «medias blancas, pantalón oscuro, canciller seguro» se transformó en «medias blancas, pantalón oscuro, maricón seguro», debido al impacto que tuvo el hecho.
Además de eventos aislados como el mencionado, las décadas previas al Retorno a la democracia se caracterizaron por la poca visibilidad de personas pertenecientes a la diversidad sexual en Ecuador. Las pocas veces que personas LGBT aparecían en la prensa solían ser personas trans en la sección de crónica roja. Esta falta de visibilidad fue producto principalmente de la penalización de la homosexualidad, pero también del alto nivel de machismo que existía en la sociedad y el rechazo a cualquier característica considerada como femenina que adoptara un hombre en público. Un ejemplo de esto fue el decreto emitido por el general Guillermo Rodríguez Lara durante su dictadura (1972-1976), en el que prohibió la tradición de las llamadas «viudas» por considerarlas una falta a la moral pública. Estas «viudas» eran hombres que se disfrazaban con vestidos negros, velos y pelucas durante la celebración del Año Nuevo para pedir caridad para los monigotes conocidos como años viejos. A causa del decreto varios hombres vestidos de «viudas» fueron detenidos por la policía.

## Retorno a la democracia
En la segunda mitad de la década de 1970 la visibilidad de las personas LGBT en Ecuador aumentó y varias de ellas empezaron a organizar reuniones informales. Esto fue un efecto del incremento poblacional en las grandes ciudades producto de las olas migratorias que tuvieron lugar durante la década de los 70 gracias al boom petrolero, así como al impacto de eventos internacionales como los disturbios de Stonewall o Mayo de 1968 en Francia. Uno de los grupos precursores era conocido como las «Chicas Bolivia» y estaba conformado por varios hombres gais que habían estudiado en el extranjero y que se reunían en un garaje ubicado en la calle Bolivia, en Quito, iniciativa que luego daría lugar a «El Hueco» (o «Footloose»), la primera discoteca gay de la ciudad.
Durante estos años, el Parque El Ejido era uno de los lugares más frecuentados para tener encuentros sexuales informales por parte de hombres gais en Quito, mientras que la Plaza Foch, en el sector de La Mariscal, o la calle Amazonas, eran frecuentadas por mujeres transgénero que ejercían la prostitución. En Guayaquil, las zonas más concurridas para encuentros entre personas LGBT o como sitios de prostitución de mujeres trans eran la Avenida Nueve de Octubre y la Calle Primero de Mayo. Otra forma de conocer personas era visitando cines pornográficos o algunos bares que contaban con secciones ocultas para público homosexual, además de la búsqueda en anuncios clasificados que solían publicarse con lenguaje ambiguo en los que se promocionaban hombres en busca de amistad. Debido a los prejuicios sociales de la época, estos encuentros informales se concretaban en base a una serie de códigos no verbales que permitían saber si un hombre era gay y si estaba interesado en el otro. De acuerdo a la activista Maribel Bastidas, una de las estrategias de mujeres lesbianas en Quito para conocer a otras de igual orientación en la época era el ingresar a equipos femeninos de fútbol.
El aumento en la visibilidad LGBT en estos años acrecentó los abusos y detenciones por parte de las fuerzas del orden. Uno de los casos más mediáticos de violación de derechos humanos a personas LGBT ocurrió luego del nombramiento en 1979 de Abdalá Bucaram, quien posteriormente llegaría ser presidente de la república, como Intendente de Policía de Guayas. Tras ser nombrado, una de sus primeras acciones al mando de la intendencia fue el iniciar una campaña de escarnio público en contra de toda persona que considerara moralmente reprochable. Al poco tiempo realizó una redada policial en Guayaquil en que detuvo a trabajadoras sexuales, hombres gais y mujeres transgénero, luego convocó a la ciudadanía a las calles y obligó a los detenidos a recorrer 25 cuadras caminando, desde el Cuartel Modelo hasta el Palacio Municipal, trayecto durante el cual los ciudadanos presentes los insultaron y les lanzaron objetos. En los años siguientes Bucaram continuó cometiendo abusos y aseveró en declaraciones públicas que no permitiría que «nuestro país se convierta en Sodoma y Gomorra». En enero de 1980 prohibió además a todo hombre llevar cabello largo e inició operativos en que los policías cortaban el cabello a cualquiera que violara la disposición.
También hubo casos de censura a contenido LGBT, como ocurrió con la publicación en 1982 del cuento Angelote, amor mío, del escritor ecuatoriano Javier Vásconez, obra que transcurre durante el velorio de un personaje homosexual y en la que se critica la hipocresía social del Quito de la época a través de la desacralización de símbolos de la religiosidad católica. La temática de la obra generó controversia y llevó a que el Ministerio de Educación prohibiera su lectura en establecimientos educativos.
En agosto de 1984 se detectó en el país el primer caso de VIH/sida, mes que coincidió con la toma de posesión del político conservador León Febres-Cordero Ribadeneyra como presidente de la república. La respuesta por parte del gobierno a la enfermedad, que en ese entonces seguía siendo relacionada con la homosexualidad en el imaginario popular, incluyó un anuncio televisivo de carácter estigmatizante en que un muchacho llegaba al velorio de otro, pero la madre del fallecido lo echaba mientras le decía «usted no se acerque, por su culpa, por homosexual, ha muerto mi hijo». La campaña del gobierno también sugería falsamente que toda persona homosexual estaba contagiada por el virus.

### Escuadrones volantes

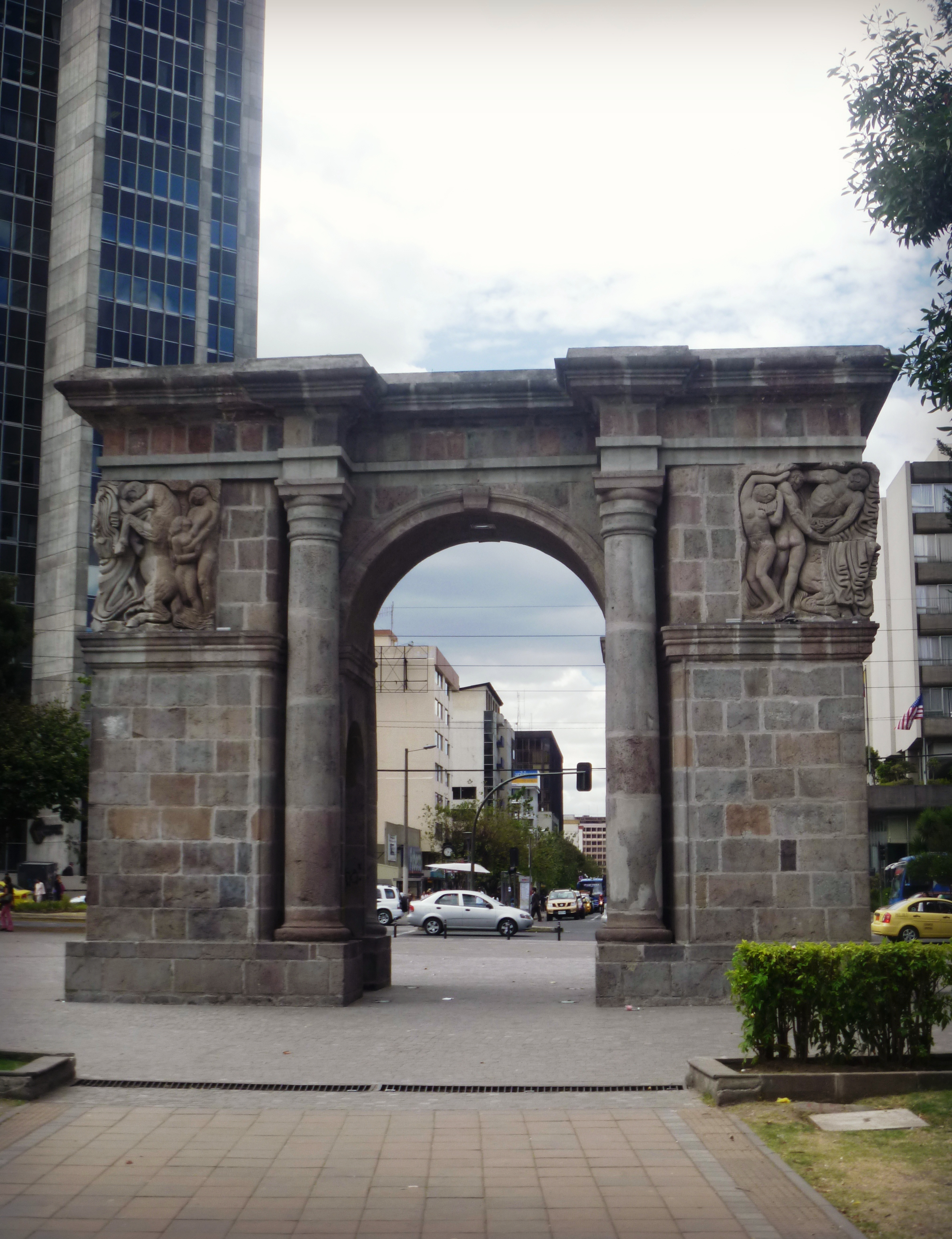
La policía solía acorralar a las personas LGBT en la puerta de la Circasiana del Parque El Ejido.

Los abusos policiales vieron un marcado recrudecimiento durante el gobierno de León Febres-Cordero Ribadeneyra (1984-1988). El 23 de mayo de 1985, Febres-Cordero creó los Escuadrones volantes, un grupo de fuerzas especiales de la policía que cometió violaciones sistemáticas a los derechos humanos y actos de tortura con el consentimiento del gobierno. Entre los grupos perseguidos se hallaban trabajadoras sexuales, personas pertenecientes a las poblaciones LGBT o cualquier hombre con características que ellos consideraran «afeminadas». El activista Gonzalo Abarca, quien ayudó a tramitar la libertad de varias detenidas, relató años después que las mujeres transgénero en particular eran golpeadas, violadas y torturadas. Como parte de un informe presentado por la Comisión Interamericana de Derechos Humanos, Mabell García, una activista trans sobreviviente de tortura, relató que solían ser llevadas al Cuartel Modelo y obligadas a «hacer actos aberrantes» por vestir ropa femenina.
Según el testimonio de activistas de la época, el gobierno de Febres-Cordero instauró el pánico en las personas LGBT, que preferían correr ni bien veían acercarse a un patrullero de policía o un escuadrón volante, los cuales eran apodados entre la comunidad como «escuadrones violantes» debido a los abusos sexuales que perpetraban contra mujeres transgénero. Los mismos lugares que solían ser escogidos por la población LGBT para poder encontrarse pasaron a ser sitios de persecución, como el Parque El Ejido, con los escuadrones estacionándose en la avenida Tarqui y acorralando en la puerta de la Circasiana a los perseguidos, cuyos datos y fotografías aparecían en periódicos el lunes siguiente con titulares discriminatorios como «cayeron por depravados» o «cayeron por maricones». Otros detenidos murieron en manos de la policía, como el caso de un joven homosexual cuyo cadáver apareció al día siguiente amarrado a un árbol del parque con más de veinte heridas punzantes, u otro cuyo cadáver que fue encontrado con signos de tortura en el río Machángara. En 2015, una mujer transgénero de nombre Alondra relató el siguiente testimonio sobre los violaciones a los derechos humanos por parte de los escuadrones:

Los escuadrones volantes nos metían en el camión y nos llevaban al Centro de Detención Provisional de Guayaquil. Allí ocurrían los atropellos más horribles que te puedas imaginar. Obligaban a las chicas travestis a servir sexualmente a los presos y a los policías, nos violaban, nos pegaban y si intentábamos reclamar nos amenazaban con dejarnos presas más tiempo. Muchas chicas trans aparecían muertas en la Perimetral con cortes, mutilaciones y nadie podía reclamar nada.

Los escuadrones volantes fueron eliminados por el presidente Rodrigo Borja en 1988. Pero a pesar de que la represión policial se redujo luego de la salida de Febres-Cordero, en general persistió.

### Nacimiento del activismo LGBT

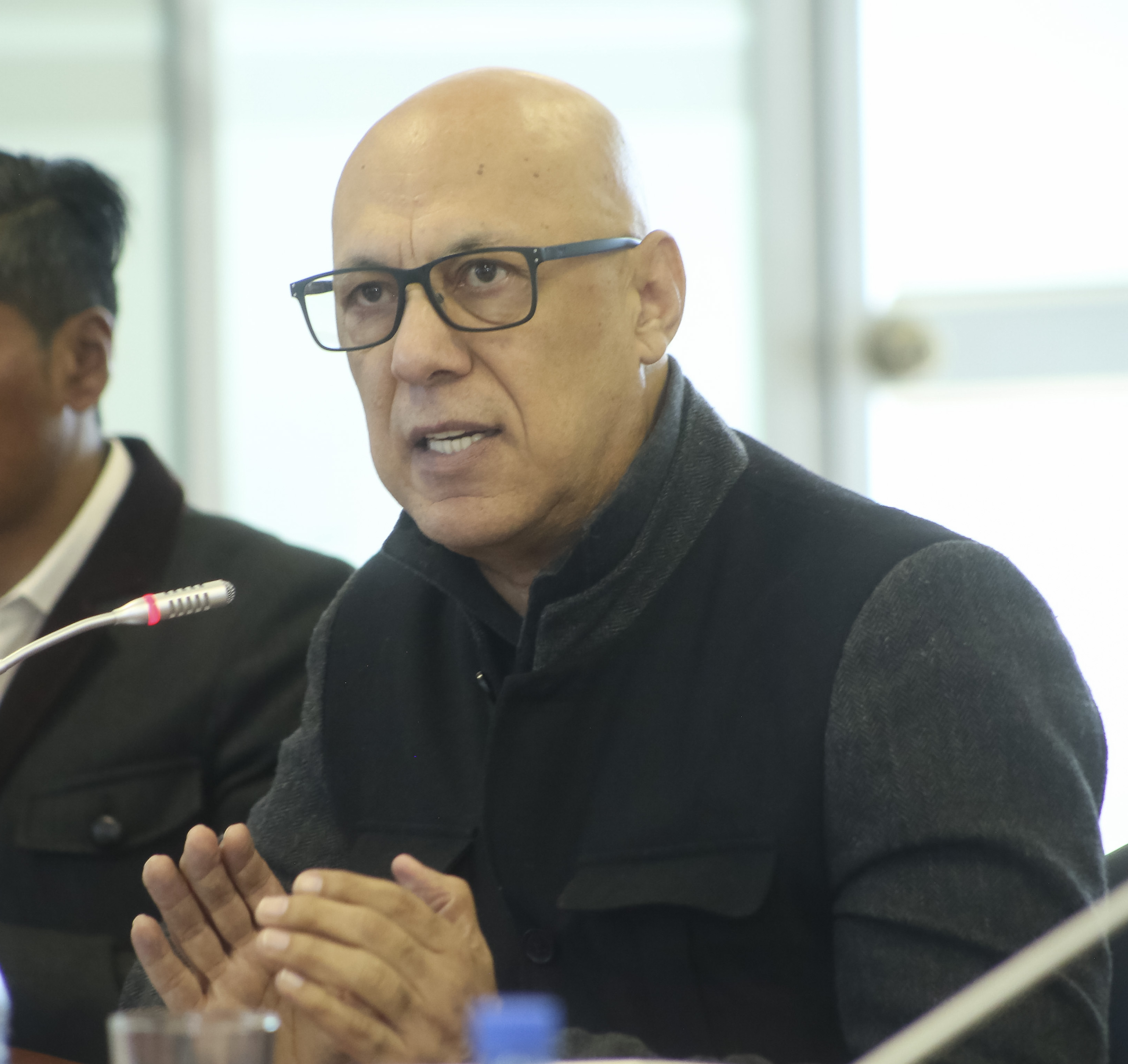
Orlando Montoya, una de las figuras destacadas de los inicios del activismo LGBT en Ecuador.

Los atropellos cometidos por la policía durante el gobierno de Febres-Cordero llevaron a que personas LGBT empezaran a organizarse para reunir dinero y poder pagar las multas correspondientes para liberar a sus compañeros detenidos. Entre ellas destacó la figura de Orlando Montoya, un estilista colombiano que, gracias a su trabajo, se hizo conocido entre la clase alta quiteña y se convirtió en el estilista preferido de María Eugenia Cordovez, primera dama de Ecuador. Gracias a su cercanía con Cordovez, Montoya logró que ella intercediera ante las autoridades del Servicio de Investigación Criminal para conseguir la liberación de varias personas LGBT detenidas durante redadas policiales. También marcó un hito la aparición de Montoya en 1986 en una entrevista en Canal 4 para denunciar los crímenes de odio contra las personas de la diversidad sexual y la impunidad respecto a los mismos, lo que lo convirtió en la primera persona LGBT en aparecer en la televisión ecuatoriana para denunciar casos de homofobia.
El 25 de diciembre de 1986, el grupo de personas liderado por Montoya, que contaba con alrededor de diez personas y en el que también estaban integrantes de las Chicas Bolivia, formó la agrupación «Entre Amigos», en la que se reunían a discutir los casos de abuso policial y las formas en que podían prestar ayuda. El avance de la pandemia de VIH/sida en el país llevó a que el grupo centre sus esfuerzos en la prevención de la enfermedad y que se convierta en la organización SOGA (Sociedad Gay), que fue registrada en 1988 en la ciudad de Portoviejo. Por medio de los contactos de algunos de sus integrantes, SOGA empezó además a comunicarse con organizaciones LGBT extranjeras como la Asociación Internacional de Gays y Lesbianas (ILGA).
El trabajo de SOGA y de otras agrupaciones en relación con el VIH a finales de la década propició la llegada de fondos internacionales para trabajar en su prevención y de este modo se logró su fortalecimiento como organizaciones, lo que marcó el nacimiento del activismo LGBT en el país. SOGA pronto empezó un proceso de expansión y abrió filiales en otras ciudades del país, de las cuales destaca SOGA Manabí, que continuaba en operaciones en 2008. También realizaron la apertura de su oficina institucional y, en 1989, crearon la publicación de En Directo. Boletín Lésbico Gay, donde publicaban noticias relacionadas con la diversidad sexual y la lucha por los derechos LGBT. Posteriormente, SOGA se convirtió en la fundación FEDAEPS.

### Década de 1990
La persecución a las personas LGBT por parte de la policía se mantuvo durante la década de 1990. Testimonios de mujeres transgénero recuentan que solían ser atacadas con gas lacrimógeno o perseguidas por policías que montaban a caballo y que, una vez apresadas, eran objeto de burla y constantes insultos. De acuerdo con el testimonio del activista Jorge Medranda, las mujeres transgénero y los hombres homosexuales con características consideradas «afeminadas» recibían el peor trato durante las redadas en bares y discotecas y solían ser golpeados y halados del cabello para ser detenidos. En medio de estas incursiones, una de las estrategias utilizadas por las personas LGBT para evitar la detención era el cambiar de parejas de baile entre hombres gais y mujeres lesbianas para aparentar ser parejas heterosexuales. En los casos en que las redadas eran más rápidas y violentas, las mujeres lesbianas solían enfrentarse a la policía para darle tiempo a los hombres y a las mujeres transgénero de poder escapar del lugar.
Un ejemplo de los abusos policiales que se cometían en esta época fue recogido en un informe presentado por la Comisión Ecuménica de Derechos Humanos del Ecuador sobre un caso ocurrido en 1993:

Seis hombres gay fueron arrestados violentamente, por una unidad de la policía en el centro de Quito, a fines de 1993. Fueron conducidos al Regimiento de Quito No. 1, desnudados y colocados en agua helada y luego golpeados con garrotes y porras. Luego de obligarlos a inclinarse, fueron sodomizados con un palo. Cuatro oficiales de policía participaron en el asalto, uno de los cuales les dijo a las víctimas que después del castigo "serían hombres nuevamente".

Además de la represión policial, durante estos años se reportaron varios casos de ataques homofóbicos de violencia extrema contra personas LGBT. Uno de ellos fue el de Juan Fernando Hermosa, conocido como el «Niño del terror», un asesino en serie que mató al menos a diez hombres homosexuales a finales de 1991 y despertó el pánico entre la población LGBT de Quito. También recibió cobertura el caso de un arquitecto quiteño que, junto a varios amigos, asesinó al menos a 15 personas LGBT, a las que secuestraban o disparaban desde sus autos. La homofobia de la época fue retratada en la producción literaria del país, como por ejemplo en el cuento «Es viernes para siempre, Marilín» (1997), de Huilo Ruales, donde un personaje travesti es asesinado por su propia madre.
FEDAEPS, que para ese entonces contaba con financiamiento del gobierno de los Países Bajos, fortaleció los nexos que tenía con organizaciones extranjeras y empezó a enviar denuncias sobre los atropellos contra las personas de la diversidad sexual. El 7 de noviembre de 1994, FEDAEPS aprovechó la presencia en el país de una comitiva de la Comisión Interamericana de Derechos Humanos (CIDH) y les presentó un informe con los datos recopilados sobre los casos de abusos policiales. La CIDH acogió la denuncia y exhortó a Ecuador a que cumpliera los tratados internacionales en cuanto al respeto y protección de las personas de sexualidades diversas, pero el país ignoró el pedido. El Comité Intereclesial de Derechos Humanos en América Latina (ICCHRLA), por su lado, publicó en 1996 un informe en que señalaba que, a pesar de que la ley que criminalizaba la homosexualidad en Ecuador no era habitualmente utilizada para alcanzar sentencias, la policía hacía uso de la misma para hostigar, intimidar y extorsionar a personas LGBT.
Durante estas experiencias, en particular la de la CIDH, FEDAEPS comenzó a enfocar sus esfuerzos en resaltar la importancia de lograr la despenalización de la homosexualidad en el país. De particular ayuda en este propósito fueron los contactos con la ILGA, que durante su conferencia mundial de 1995, que tuvo lugar del 18 al 25 de junio en Río de Janeiro, llamó a impulsar campañas para despenalizar la homosexualidad en Ecuador, Chile y Nicaragua. El 15 de agosto del mismo año apareció además la Fundación Amigos por la Vida (Famivida), primera organización LGBT de Guayaquil y que se unió a FEDAEPS para trabajar en conjunto a favor de los derechos de las personas LGBT en el país.
Durante la segunda mitad de la década la prensa empezó a hacer eco de las denuncias de represión en contra de la comunidad LGBT, lo que ayudó a dar conocer al resto de la sociedad el nivel de abusos cometidos por la policía.

## Despenalización de la homosexualidad
En 1997, Ecuador vivía momentos de protestas sociales y de reclamos ciudadanos que presentaron el ambiente propicio para lograr la despenalización de la homosexualidad en el país. Esta época estuvo marcada por manifestaciones de estudiantes, colectivos de mujeres, agrupaciones indígenas y demás actores sociales que reclamaban por las violaciones de derechos humanos y torturas cometidas por la policía durante el gobierno de León Febres-Cordero Ribadeneyra, entre las que sobresalía la desaparición de los hermanos Restrepo. Adicionalmente, en febrero del mismo año el país había vivido una ola de protestas que desembocaron en la destitución del presidente Abdalá Bucaram.
Luego de la toma de posesión de Fabián Alarcón como presidente interino, las organizaciones LGBT extranjeras aliadas a FEDAEPS empezaron a hacer plantones en los foros internacionales a los que asistía el presidente Alarcón para exigirle la despenalización de la homosexualidad. De forma paralela, integrantes de FEDAEPS iniciaron un proceso de cabildeo en el Congreso para buscar la posibilidad de eliminar la criminalización de la homosexualidad. En medio de este contexto, tuvo lugar en Cuenca la redada policial del bar Abanicos, que en la actualidad es reconocido como el evento catalizador del proceso de despenalización de la homosexualidad y provocó por primera vez en la historia del país la articulación de los distintos grupos de personas pertenecientes a la diversidad sexual.

### Redada del bar Abanicos
La noche del 14 de junio de 1997, miembros de la policía nacional realizaron una violenta redada en el bar Abanicos, un popular establecimiento LGBT ubicado en las calles Vargas Machuca y Juan Jaramillo de la ciudad de Cuenca en el que se estaba realizando la elección de la primera reina gay de la ciudad. En el evento habían participado cuatro candidatos, de los que Patricio Cuéllar, conocido como «Briggitte», fue nombrado ganador. En ese momento irrumpieron en el lugar miembros de la policía comandados por el intendente Diego Crespo, y procedieron a detener a los presentes. Cuéllar estuvo entre los apresados y fue llevado por los gendarmes, quienes impidieron que se quitara el vestido y la banda de reina durante los tres días que estuvo detenido. Existen desacuerdos en cuanto a la cifra de detenidos. De acuerdo a la Comisión Internacional Gay y Lesbiana de Derechos Humanos hubo 14 personas apresadas, mientras que el intendente de la policía y al propio Patricio señalaron que fueron 63.
Al llegar al centro de detención preventiva de la ciudad, los detenidos fueron encerrados con el resto de presos en condiciones de hacinamiento. Cuéllar y otros de sus compañeros fueron repetidamente violados por varios reos. En lugar de socorrerlos, los policías que presenciaban la escena optaron por vender preservativos a los presos por 5000 sucres la unidad. En medio de los ataques uno de los detenidos sufrió un ataque epiléptico, pero cuando pidieron ayuda, uno de los policías respondió: «déjenle que se muera, un maricón menos, mucho mejor». Los detenidos sufrieron además torturas por parte de algunos policías, quienes los sacaban de las celdas para patearlos, escupirlos, humillarlos, sumergir sus cabezas en inodoros y darles descargas eléctricas. En los días siguientes, la prensa local empezó a publicar noticias respecto a la redada con titulares discriminatorios, como «Clausuran antro de homosexuales» o «Presos por fiesta sodomita».

### Campaña por la despenalización
Los eventos ocurridos en el bar Abanicos recorrieron la prensa nacional. Patricio Cuéllar y un compañero llamado Jaime Terreros decidieron poner una denuncia contra el intendente de policía de Cuenca por los abusos que habían recibido, la misma que fue recogida como bandera de lucha en contra de la criminalización de la homosexualidad por las distintas agrupaciones de personas LGBT que existían en el país. Las organizaciones que se unieron fueron: FEDAEPS, Asociación Coccinelle, Fundación Amigos por la Vida (Famivida) y agrupación Tolerancia. Estas agrupaciones se articularon en lo que fue el primer movimiento nacional LGBT de Ecuador, bajo el nombre de Triángulo Andino, que fue el que llevó adelante el proceso para lograr la despenalización de la homosexualidad. Luego de las primeras discusiones, las organizaciones decidieron que la mejor estrategia era presentar una demanda de inconstitucionalidad contra el artículo 516 del Código Penal, para lo cual necesitaban recoger mil firmas de apoyo.
El proceso de recolección de firmas marcó la primera vez en la historia de Ecuador en que personas LGBT se tomaron calles y espacios públicos. Dado que muchos hombres gais y mujeres lesbianas vivían en el armario y temían ser reconocidos si daban su firma, la mayoría de apoyo vino de parte de personas heterosexuales. La Asociación Coccinelle ganó protagonismo durante el proceso de recolección y el 27 de agosto del mismo año hizo historia cuando organizó una marcha de mujeres transgénero, hombres gais y defensores de los derechos humanos que recorrió las calles de Quito y desembocó en la Plaza Grande, donde se unieron a los grupos que reclamaban por personas desaparecidas y recolectaron firmas por la despenalización. Esta manifestación fue la primera marcha de personas pertenecientes a la diversidad sexual en la historia del país. El 17 de septiembre se realizó a su vez en Guayaquil la primera manifestación pública de personas LGBT de su historia, como parte del proceso de recolección de firmas.
Los pedidos de despenalización recibieron apoyo por parte de varias figuras públicas influyentes y de sectores progresistas de la prensa local. Uno de los apoyos más importantes fue el de Luis Alberto Luna Tobar, obispo de Cuenca, quien calificó de inhumana la criminalización de la homosexualidad tanto en la televisión como en medios escritos. Otra figura que brindó su apoyo a la despenalización fue el entonces gobernador de Azuay, Felipe Vega de la Cuadra. Adicionalmente, gracias a una campaña internacional por parte de organismos de derechos humanos, entre ellos la ILGA, una gran cantidad de cartas de organizaciones internacionales llegaron al país dirigidas al Tribunal Constitucional solicitando que se despenalizara la homosexualidad.
La campaña de recogida también resultó en nuevos actos de violencia contra personas LGBT. Entre las víctimas estuvo un activista que participó de la recolección de firmas y fue encontrado muerto y con sus manos atadas a principios de septiembre, así como dieciséis mujeres transgénero que fueron encontradas asesinadas durante esos meses. El acoso policial contra los activistas, por su lado, también se volvió habitual.

### Demanda de inconstitucionalidad
El 24 de septiembre de 1997 se presentó la demanda de inconstitucionalidad en contra del artículo 516, que quedó registrado como el Caso 111-97-TC, en el Tribunal Constitucional junto con 1400 firmas de apoyo (400 más de las requeridas). El documento fue presentado por Cristian Polo Loayza (quien escribió el texto de la demanda), Jimmy Wider Coronado Tello, Silvia Haro Proaño, José Urriola Pérez y Gonzalo Abarca, a quienes se sumó Ernesto López, expresidente del Tribunal. De acuerdo a la jurista Judith Salgado, los argumentos esbozados en la demanda de inconstitucionalidad pueden resumirse en tres puntos:
1. La homosexualidad no es delito ni enfermedad
2. La penalización de la homosexualidad contraría derechos constitucionales
3. Los derechos sexuales son derechos humanos

Una vez aprobado a trámite la demanda, el Tribunal Constitucional envió una serie de cartas al presidente Fabián Alarcón y a otras autoridades para recoger sus opiniones sobre el caso. También se enviaron carta a José Mario Ruiz Navas, presidente de la Conferencia Episcopal Ecuatoriana, y al obispo Luis Alberto Luna Tobar. En su respuesta, el presidente Alarcón aseveró que la despenalización de la homosexualidad debería darse porque el artículo en cuestión no era aplicado en la práctica, pero que el mismo no era inconstitucional. También afirmó que la despenalización le competía al Congreso Nacional y no al Tribunal Constitucional. La Conferencia Episcopal Ecuatoriana, por su lado, se mostró a favor de retirar el primer inciso del artículo por «una aplicación de los principios de tolerancia democrática y de respeto a la intimidad de las personas».
El 25 de noviembre de 1997, el Tribunal Constitucional emitió su dictamen en el caso por unanimidad. El mismo declaró inconstitucional el primer inciso del artículo 516 del Código Penal y de este modo despenalizó la homosexualidad en Ecuador. La decisión fue publicada en el Registro Oficial dos días después. A pesar de haber dado la razón a los demandantes, el Tribunal incluyó un discurso homofóbico en el dictamen al calificar a la homosexualidad como «disfunción» y «conducta anormal» y aseverar que «la protección de la familia y de los menores» exigían que no fuera «una conducta socialmente exaltable». No obstante, el hecho fue recibido como un enorme éxito por las organizaciones LGBT. Luego de que se anunciara el veredicto, activistas LGBT empezaron una marcha como forma de celebración en Quito que recorrió la avenida 10 de agosto y desembocó en la Plaza de la Independencia.

### Constitución de 1998
En diciembre de 1997 entraron en funciones los miembros de la Asamblea Constituyente de Ecuador de 1997 y 1998 que tenían como tarea escribir una nueva Constitución de la república. Junto con otros movimientos sociales, miembros de la comunidad LGBT pertenecientes a organizaciones como Triángulo Andino y FEDAEPS presentaron varias propuestas, entre ellas el incluir la orientación sexual como una de las categorías protegidas contra la discriminación en la nueva carta magna. Aunque algunos asambleístas opinaron que la sexualidad era un tema privado y que no debía aparecer en la constitución, gracias al apoyo de los asambleístas Nina Pacari, Gustavo Vega, Enrique Ayala Mora, Patricia Naveda y Gloria Gallardo, se logró incluir esta propuesta en una comisión de la Asamblea. La prohibición de la discriminación por orientación sexual fue finalmente incluida en el numeral 3 del artículo 23 de la Constitución, que fue aprobado por el pleno de la Asamblea Constituyente sin ninguna observación. Este numeral indicaba:

La igualdad ante la ley. Todas las personas serán consideradas iguales y gozarán de los mismos derechos, libertades y oportunidades, sin discriminación en razón de nacimiento, edad, sexo, etnia, color, origen social, idioma; religión, filiación política, posición económica, orientación sexual; estado de salud, discapacidad, o diferencia de cualquier otra índole.

Una propuesta que sí generó rechazo fue la de incluir un artículo que reconociera a «las distintas formas de núcleos familiares». El asambleísta de derecha Ricardo Noboa atacó la propuesta y aseveró que no conocía «otro núcleo familiar que no sea el matrimonio entre un hombre y una mujer» y que la propuesta fomentaría la formación de hogares de personas del mismo sexo y así promovería la «degradación de la familia». Alfredo Vera, asambleísta de la Izquierda Democrática, calificó a las parejas del mismo sexo como «anormales», mientras su coideario Cornelio Haro propuso agregar una cláusula que indicara que las distintas formas de familias de las que se hablaba debían estar basadas en las «buenas costumbres». Finalmente no se aprobó ninguna propuesta sobre el tema.
Un hecho notorio es que, con respecto al matrimonio, el texto constitucional señalaba que «se fundará en el libre consentimiento de los contrayentes», por lo que no estableció ninguna prohibición al matrimonio entre personas del mismo sexo. Esto se debió a que ninguna se las organizaciones LGBT que realizaron cabildeo hizo campaña por este derecho y, de este modo, los asambleístas conservadores no sintieron amenaza alguna en el tema del matrimonio.
Con la entrada en vigencia de la Constitución de 1998, Ecuador se convirtió en uno de los primeros países en el mundo en prohibir la discriminación a personas LGBT en su Constitución.

## SigloXXI
Los avances legales alcanzados en los últimos años del siglo XX provocaron un cambio notable en cuanto a la percepción social hacia las personas LGBT en Ecuador, con una evolución importante en la cobertura de la prensa escrita, la televisión y los medios culturales. También influyeron producciones extranjeras que alcanzaron éxito en el país, como los filmes Mi vida en rosa (1997) o Todo sobre mi madre (1999), la segunda de las cuales fue la película más taquillera de 2000 en Quito. El nuevo milenio trajo además los primeros sitios web enfocados exclusivamente en un público LGBT nacional, como la página QuitoGay.net, que fue creada a principios de 2000 y en poco tiempo alcanzó gran tracción. También aparecieron las primeras figuras públicas en salir del armario, como el periodista Óscar Ugarte, o Juan Sebastián López, quien durante su participación en 2005 en el reality show Gran Hermano del Pacífico (que finalmente ganó) reveló su homosexualidad y protagonizó el primer beso entre dos personas del mismo sexo en la historia de la televisión ecuatoriana. López alcanzó gran popularidad en la comunidad LGBT local a raíz del hecho y participó en múltiples entrevistas en las que continuó hablando de forma abierta sobre su orientación sexual.
Sin embargo, a pesar del incremento en la visibilidad y de los logros legales conseguidos a finales del siglo pasado, durante los primeros años del siglo XXI siguieron produciéndose abusos contra personas LGBT. Un caso recogido en un informe de Amnistía Internacional ocurrió el 28 de junio de 2000, cuando cerca de 300 personas, organizadas por la fundación Famivida, intentaron realizar por primera vez una marcha del orgullo LGBT en Guayaquil, pero fueron dispersados por un grupo de 60 policías que lanzaron gas lacrimógeno contra ellas. Algunas autoridades conservadoras, en particular en Guayaquil, ciudad donde gobernaba la derecha, tomaron la estrategia de aducir supuestas amenazas a la «moral pública» para negar el acceso a espacios públicos a personas LGBT. De este modo se aprobaron normas que indicaban que los sitios turísticos se reservaban «el derecho de admisión» y que se prohibían vestimentas que «atenten al decoro y buenas costumbres».
En abril de 2003, la fundación Famivida denunció que el director de vigilancia del municipio de Guayaquil había enviado una carta al alcalde de la ciudad, Jaime Nebot, en que le solicitaba que se aprobara una «prohibición para los gays y homosexuales de pasar por los nuevos sitios(...), para quienes ofendan públicamente el pudor con acciones o dichos indecentes y por salir vestidos de manera indecorosa a la vía pública», a lo que el denunciado respondió que su carta solo se refería a los que se dediquen a la prostitución. A raíz de las denuncias, el periodista Carlos Vera le cuestionó al alcalde Nebot si acaso no sabía que la homosexualdad había sido despenalizada, a lo que el alcalde contestó: «para mí la homosexualidad está despenalizada dentro de sus casas, pero en el centro no».
Por otro lado, el aumento de visibilidad trajo consigo el ingreso a la pantalla de personas LGBT en telenovelas, comedias de situación y programas de entrevistas. Sin embargo, la mayoría de estas representaciones fueron criticadas por activistas que denunciaron que perpetuaban estereotipos y ridiculizaban a sus personajes LGBT, a quienes solían presentar como excesivamente afeminados y propensos al chisme. Esta tendencia inició en el programa Mis adorables entenados con billete (1998), que fue el primero de la televisión ecuatoriana en incluir un personaje homosexual, aunque estuvo cargado de estereotipos. El problema se reforzó en años siguientes con programas populares como Vivos (2001).
En otros ámbitos, los colectivos LGBT lograron mayores avances. El presidente Gustavo Noboa implementó durante su gobierno (2000-2003) el Plan Nacional de Derechos Humanos, en el que se reconoció por primera vez a las poblaciones LGBT como actores sociales. Mientras tanto en Quito varias organizaciones empezaron a trabajar por lograr incidencia en el municipio local para garantizar la no discriminación a personas LGBT. Dichas gestiones dieron sus frutos en diciembre de 2007, cuando el consejo metropolitano de la ciudad aprobó la ordenanza 240 en contra de la discriminación de las personas pertenecientes a la diversidad sexual, promovida por la vicealcaldesa Margarita Carranco, lo que convirtió a Quito en la primera ciudad en el país en aprobar una normativa a favor de las poblaciones LGBT.
En julio de 2004, un conjunto de catorce organizaciones sociales que apoyaban la diversidad sexual (entre ellas FEDAEPS y la ECUARUNARI) presentaron al Congreso Nacional por medio de los diputados Ricardo Ulcuango (Pachakutik) y Andrés Páez (Izquierda Democrática) un proyecto de Ley Antidiscriminación, así como un conjunto de reformas al Código Penal para tipificar delitos de odio por cuestiones de sexo, orientación sexual e identidad de género. El proyecto había sido elaborado por la activista Elizabeth Vásquez y el constitucionalista Ramiro Ávila Santamaría. Sin embargo, la caída del presidente Lucio Gutiérrez en abril de 2005 generó inestabilidad política en el legislativo, por lo que el proyecto nunca fue aprobado.
En otros áreas, la visibilidad de las poblaciones LGBT continuó aumentando. El 23 de enero de 2003 se estrenó en Radio La Luna el programa Voces de la diversidad, que fue el primer programa radial LGBT en la historia del país. También hubo avances en ámbitos como la literatura. En 2005 se publicó la novela Salvo el calvario, de la escritora quiteña Lucrecia Maldonado, que fue una de las primeras novelas de Ecuador en presentar la relación de una pareja del mismo sexo de forma positiva y ganó el Premio Aurelio Espinosa Pólit, otorgado por la Pontificia Universidad Católica del Ecuador. El mismo año se publicó además Eses fatales, de Sonia Manzano, que fue la primera novela lésbica escrita por una ecuatoriana. Del lado del séptimo arte, en 2002 se desarrolló la primera edición del Festival Internacional de Cine LGBT El Lugar Sin Límites, creado con la finalidad de generar nuevos espacios para las personas LGBT ecuatorianas. También aparecieron los primeros filmes centrados abiertamente en personajes LGBT, como la película Desátame, dirigida por Christian Fuentes y estrenada en 2006.
Para la población transgénero, los cambios llegaron de forma más lenta. En esos años era común que mujeres trans fueran detenidas por la policía por no contar con documentos de identidad. Esta situación se generaba debido a que muchas de ellas preferían no sacar la cédula dado que el Registro Civil se negaba a registrar sus nombres femeninos, además de obligarlas a una serie de tratos discriminatorios a la hora de tomarse la fotografía correspondiente, entre ellos el tener que desmaquillarse, recogerse el cabello y vestirse con ropa que consideraran masculina. En 2007, una mujer transgénero llamada Gabriela Salazar intentó en reiteradas ocasiones registrar su nombre femenino, pero el Registro Civil no lo permitió. Luego de obtener una negativa por escrito, se empezó a reclamar por el caso de Gabriela y se logró que la entidad actualizara su instructivo con una sección titulada «Cedulación a Transgéneros», que estableció el proceso para registrar el nuevo nombre y mantener la identidad en la foto, lo que marcó un cambio notable.

### Constitución de 2008
En noviembre de 2007 se inició un nuevo proceso constituyente con el fin de crear una nueva constitución para Ecuador. Dado que Alianza PAIS, el partido del presidente Rafael Correa, alcanzó mayoría absoluta en las elecciones de asambleístas constituyentes y que Correa había anunciado que promovería la creación de una constitución de izquierda que ampliara derechos y reivindicaciones sociales, diferentes colectivos LGBT vieron una oportunidad de presentar propuestas en favor de la comunidad. Algunas organizaciones actuaron de forma independiente mientras otras se unieron con los colectivos feministas para presentar propuestas en conjunto, entre las que estaba la despenalización del aborto, la unión de hecho para parejas del mismo sexo y el reconocimiento a las familias diversas. El proceso constituyente vio también la participación de las primeras personas abiertamente LGBT en participar como candidatas a cargos de elección popular, entre ellos los activistas Óscar Ugarte, Any Argudo y Mabell García, aunque no resultaron electos.
La apertura por parte del gobierno permitió la participación de colectivos LGBT en el proceso de creación de la constitución, aunque la entrada a discusión de la legalización de las uniones de hecho para parejas del mismo sexo generó rechazo por parte de grupos conservadores, que organizaron manifestaciones en distintas ciudades en contra de la propuesta. Figuras políticas y religiosas, entre ellas el arzobispo de Guayaquil, Antonio Arregui, se pronunciaron públicamente en contra de legalizar el matrimonio igualitario en la constitución, por lo que activistas LGBT recalcaron que la propuesta en discusión nunca se había referido al matrimonio, sino a la unión de hecho, aunque asambleístas como Rosana Alvarado opinaron que el texto constitucional debía ir más allá y legalizar el matrimonio entre personas del mismo sexo.
De gran importancia fue la presencia de las activistas LGBT Irene León y Elizabeth Vásquez como asesoras de los asambleístas Alberto Acosta Espinosa y Tania Hermida, respectivamente. Otras activistas que participaron del proceso constiyente fueron Sandra Álvarez y Thalía Álvarez. Vázquez, en particular, logró incluir varios artículos que establecían derechos relevantes a las personas LGBT, muchos de ellos cobijados en el impulso que la Constitución dio a la interculturalidad, como por ejemplo el derecho a «elegir el nombre» y a la «libertad estética», que fueron incluidos como respuesta a las dificultades que tenían muchas personas con nombres en lenguas indígenas para registrar sus nombres y para expresar su identidad cultural, pero que Vázquez promovió sabiendo que a la vez garantizarían los derechos de las personas trans. También fue importante el apoyo de los integrantes del movimiento Ruptura de los 25, aliados de los movimientos LGBT, y de asambleístas feministas.
La constitución finalmente aprobó la legalización de las uniones de hecho para parejas del mismo sexo en su artículo 68, que otorgó a estas parejas todos los derechos conferidos con el matrimonio excepto la adopción conjunta y que fue considerado un gran avance para los colectivos LGBT que habían promovido esta propuesta. El artículo en cuestión señala:

La unión estable y monogámica entre dos personas libres de vínculo matrimonial que formen un hogar de hecho, por el lapso y bajo las condiciones y circunstancias que señale la ley, generará los mismos derechos y obligaciones que tienen las familias constituidas mediante matrimonio. La adopción corresponderá sólo a parejas de distinto sexo.

Otros logros alcanzados en la constitución fueron el reconocimiento explícito a la «familia en sus diversos tipos» en el artículo 67 (aunque el mismo limitó el matrimonio a uniones heterosexuales); así como el numeral 9 del artículo 66, que garantiza a toda persona: «El derecho a tomar decisiones libres, informadas, voluntarias y responsables sobre su sexualidad, y su vida y orientación sexual». También destaca la inclusión de la identidad de género y la reafirmación de la orientación sexual como categorías protegidas contra la discriminación, en el numeral 2 del artículo 11, que señala:

Nadie podrá ser discriminado por razones de etnia, lugar de nacimiento, edad, sexo, identidad de género, identidad cultural, estado civil, idioma, religión, ideología, filiación política, pasado judicial, condición socio-económica, condición migratoria, orientación sexual, estado de salud, portar VIH, discapacidad, diferencia física; ni por cualquier otra distinción, personal o colectiva, temporal o permanente, que tenga por objeto o resultado menoscabar o anular el reconocimiento, goce o ejercicio de los derechos.

### Avances tras la Constitución de 2008

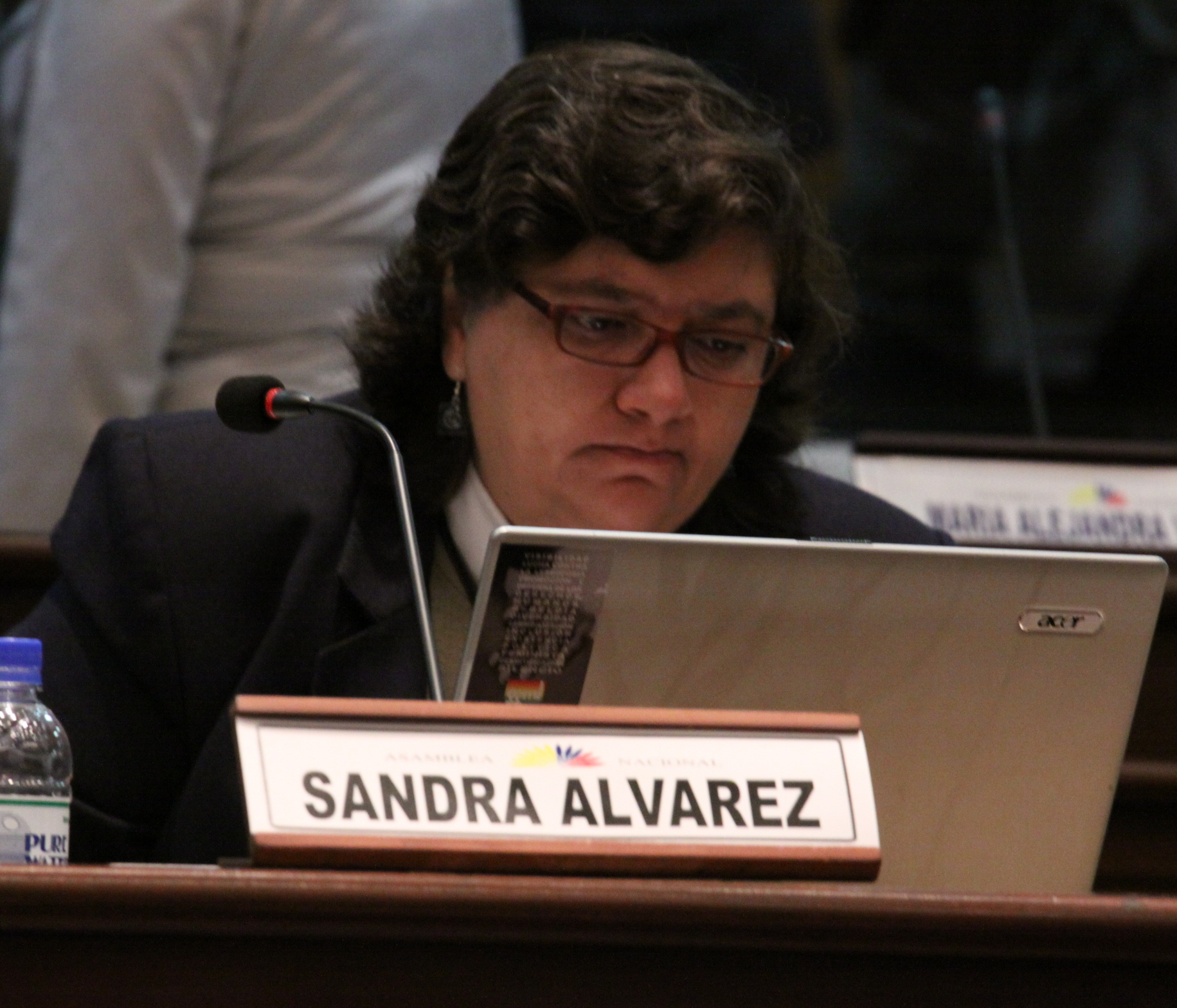
Sandra Álvarez, primera mujer lesbiana elegida asambleísta alterna.

Luego de la entrada en vigencia de la constitución de 2008, la asambleísta María Paula Romo retomó las propuestas de 2004 que buscaban criminalizar los delitos de odio y las incluyó como parte de un conjunto de reformas al Código de procedimiento penal. Estas reformas fueron aprobadas en febrero de 2009 y establecieron una pena de seis meses a tres años para quienes incitaran al odio a una persona por su orientación sexual, entre varias otras categorías; una pena de dos a cinco años a quien hiriera a otra persona por las mismas razones; una pena de 12 a 16 años si producto de un ataque de este tipo la víctima resulta muerta; y una pena de uno a tres años a quien niegue algún tipo de servicio o restrinja derechos a una persona perteneciente a una de las categorías señaladas.
La nueva constitución también dio paso al inicio del registro de las uniones de hecho entre parejas del mismo sexo, la primera de las cuales fue registrada ante un notario en Quito el 12 de agosto de 2009. También marcó un hito la elección en 2009 de la activista Sandra Álvarez Monsalve como asambleísta nacional alterna, lo que la convirtió en la primera mujer abiertamente lesbiana en alcanzar dicha dignidad; además del caso de Estrella Estévez, quien tras una larga batalla judicial se convirtió en la primera mujer transgénero en cambiar su sexo a femenino en su cédula de identidad en la historia del país, hecho ocurrido el 22 de octubre de 2009.

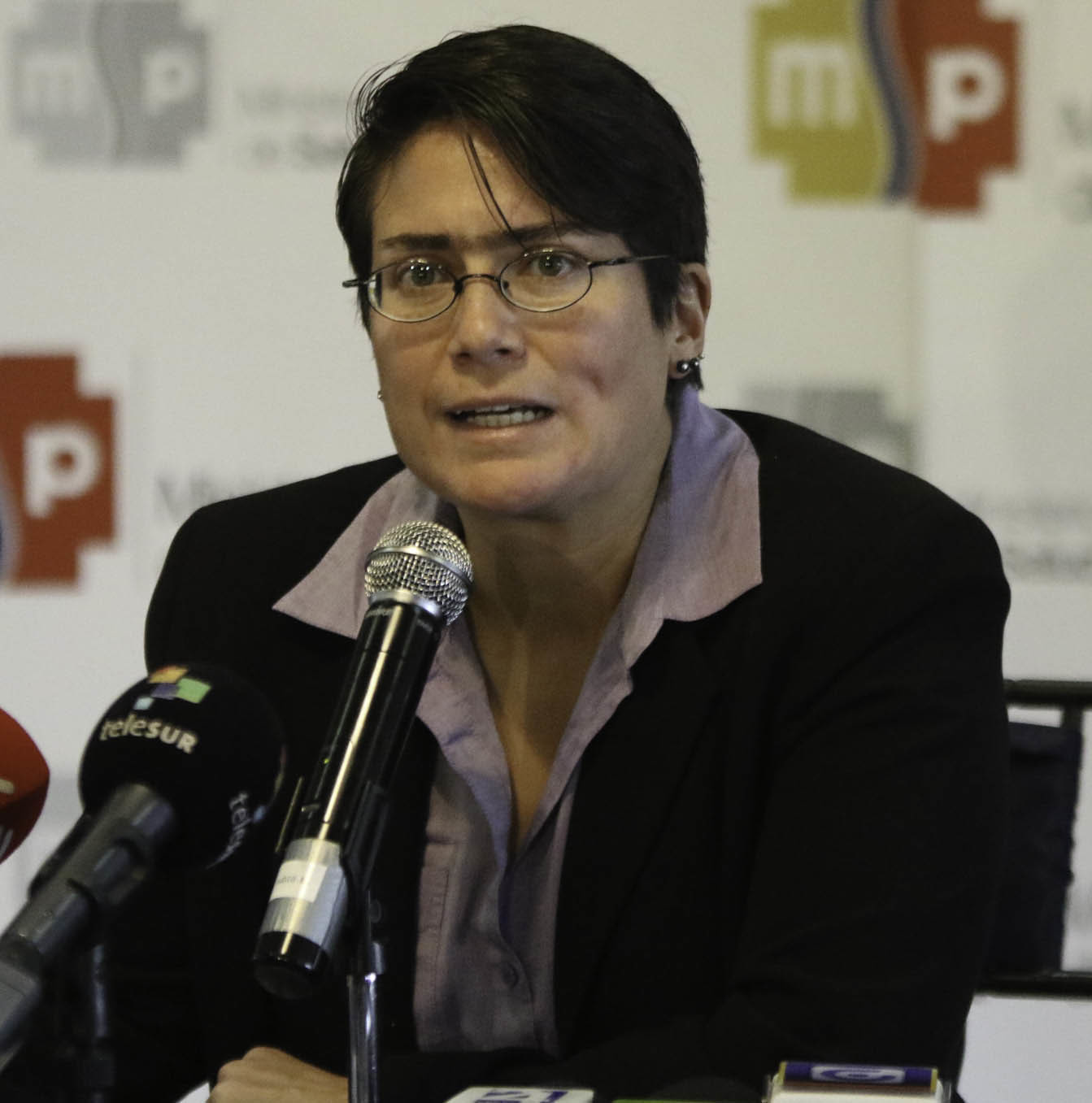
Carina Vance se convirtió en 2012 en la primera persona LGBT en ser nombrada ministra de Estado.

En general, el nuevo marco constitucional vino acompañado de avances considerables en cuanto a la aceptación social de personas LGBT, producto de años de esfuerzos por alcanzar mayor visibilidad y de continuos reclamos contra la discriminación. En 2009 se realizó la primera Marcha del Orgullo LGBT de Guayaquil, mientras que al año siguiente las autoridades de la ciudad finalmente retiraron los carteles que limitaban el ingreso a los sitios turísticos y que eran usados principalmente para excluir a las poblaciones LGBT. En marzo de 2011 tuvo además lugar el primer matrimonio del mismo sexo de una figura pública ecuatoriana, el activista y político Humberto Mata, quien se casó en Argentina.
Otro avance se produjo en 2012 luego de que un plantón de mujeres lesbianas fuera desalojado de la Plaza Rocafuerte de Guayaquil por miembros de la policía metropolitana, lo que llevó a que las autoridades aceptaron someter a los policías a una serie de talleres sobre respeto a los derechos de las personas LGBT. Además, en enero del mismo año, la activista Carina Vance, miembro de la fundación lésbica feminista Causana, se convirtió en la primera persona abiertamente LGBT en alcanzar el rango de ministra de Estado en Ecuador, luego de que el presidente Rafael Correa la nombrara ministra de salud pública.
El nombramiento de Vance generó expectativa dado que ella venía denunciando desde 2008 la existencia en el país de las llamadas «clínicas de deshomosexualizacón», que eran centros que ofrecían «curar» la homosexualidad y que muchas veces encerraban a personas en contra de su voluntad a pedido de sus familias, tras lo cual las sometían a torturas. La misma fundación Causana había denunciado poco antes la existencia de alrededor de 200 de estos centros por medio de una petición en el portal change.org. Durante sus primeros meses en funciones, Vance realizó tres redadas para cerrar estos centros y rescató a docenas de mujeres encerradas, además emitió el acuerdo ministerial 767, con el que se prohibió la oferta y práctica de terapias de reorientación sexual. La existencia de estas «clínicas» saltó a la palestra internacional en junio de 2013, y fue denunciado por personalidades como Ricky Martin, luego del rescate de Zulema Constante, una joven de 22 años que fue secuestrada a pedido de su familia para ser encerrada y torturada en uno de estos centros durante 21 días. En enero del año siguiente, la Asamblea Nacional aprobó un nuevo Código Penal en el que incluyó un inciso que definió a las terapias de reorientación sexual o de género como un agravante del delito de tortura. Sin embargo, a pesar de la voluntad del gobierno de cerrar estos centros, el hecho de que muchos operaran desde la clandestinidad ha provocado que la existencia de los mismos perdure, con denuncias tan recientes como 2019.

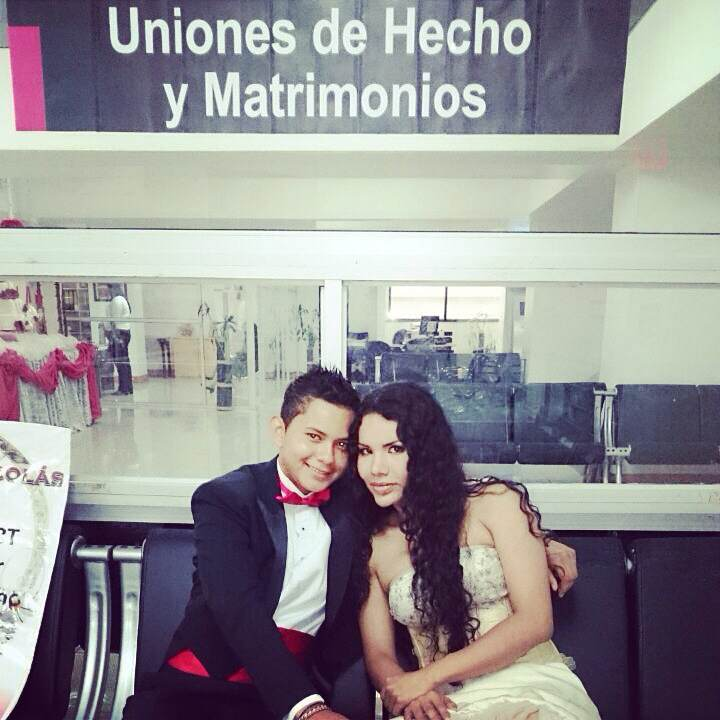
Diane Rodríguez y su pareja minutos antes del registro de su unión de hecho (15 de septiembre de 2014).

Otro problema que persistía para las personas LGBT era que, a pesar de que las uniones de hecho entre parejas del mismo sexo estaban reconocidas en la constitución desde 2009, existían vacíos legales al respecto y varias notarías se negaban a realizar el trámite. En 2012, la activista Diana Maldonado registró su unión de hecho con su pareja por medio de una orden judicial, la misma señalaba que el Registro Civil debía inscribir la unión en su cédula de identidad, pero la institución se negó a hacer el cambio. Maldonado presentó una acción de protección contra el Registro Civil, la misma que fue fallada a su favor el 16 de junio de 2014. El Registro Civil emitió una resolución el 22 de agosto del mismo año con un mecanismo para que las uniones de hecho pudieran ser registradas en la cédula de identidad como un dato complementario del estado civil, aunque el hecho produjo reparos por no mostrar la unión de hecho como un estado civil como tal. La inscripción se abrió el 15 de septiembre y la primera pareja en registrar su unión fue la activista Diane Rodríguez y su pareja, Nicolás Guamanquishpe.
En 2012 fue además lanzada la campaña «Mi género en mi cédula» por un grupo de colectivos feministas y LGBT que se articularon en un frente denominado Construyendo Igualdad. La campaña presentó un proyecto de reformas al Código Civil redactadas por la activista Elizabeth Vásquez con la finalidad de sustituir el campo de sexo en la cédula de identidad para reemplazarlo con el género.
Tanto el tema del registro de las uniones de hecho como el género en la cédula ingresaron a debate en la Asamblea Nacional como parte de un conjunto de reformas al Código Civil. En el caso del género, la propuesta final puesta a votación fue distinta de la planteada originalmente, pues en lugar de sustituir el campo de sexo por el de género, permitía realizar este cambio solo para las personas transgénero que lo solicitaran. Varias activistas trans acogieron la propuesta como un gran avance, aunque otras señalaron que en la práctica crearía dos tipos de cédulas: una para personas cisgénero con el campo de sexo y otra para personas transgénero con el campo género. En el caso de las uniones de hecho, la propuesta radicaba en que pasaran a formar un nuevo estado civil. Estas reformas fueron aprobadas por la Asamblea Nacional el 21 de abril de 2015. Días antes, la Asamblea había aprobado además una serie de reformas laborales, entre ellas un artículo que ordenaba a los empleadores el pago de un año de sueldo en caso de que una persona fuera despedida por su orientación sexual.

### Matrimonio igualitario y dictámenes constitucionales

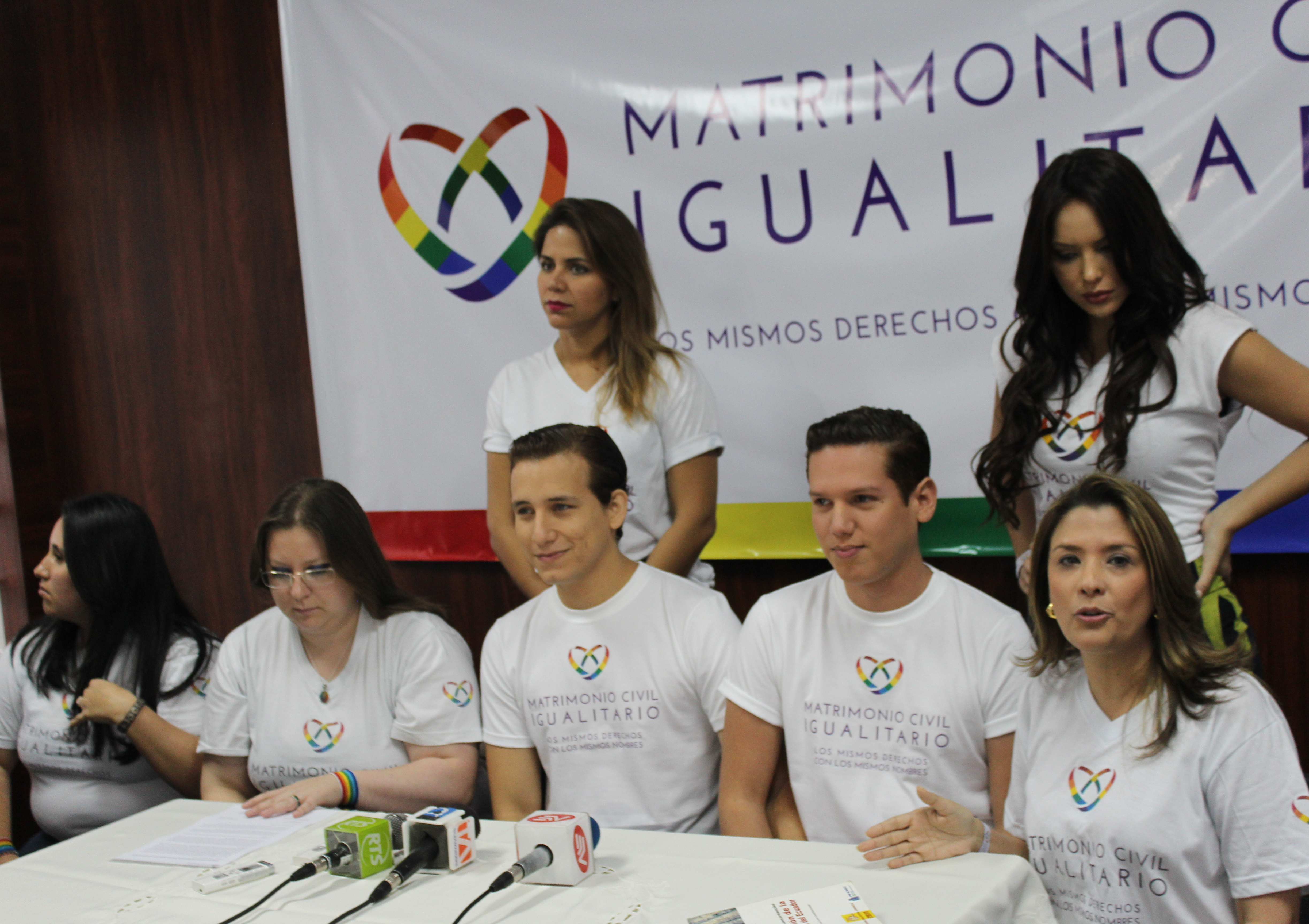
Rueda de prensa durante el inicio de la campaña por el matrimonio igualitario en Ecuador (2013).

La lucha por el matrimonio igualitario en Ecuador arrancó el 5 de agosto de 2013, cuando la activista Pamela Troya se presentó junto a su novia en el Registro Civil para pedir turno para contraer matrimonio. Ante la negativa de la institución, Troya presentó una acción de protección en su contra. Un mes después se presentó una segunda pareja, que también presentó una acción de protección tras recibir igual respuesta. Como muestra de apoyo, el 6 de marzo de 2016 la Cámara Provincial de Azuay aprobó una ordenanza que abrió un registro de matrimonios simbólicos para parejas del mismo sexo. El primer matrimonio simbólico tuvo lugar en junio del mismo año.
En los dos años siguientes la Corte Constitucional emitió dos dictámenes históricos a favor de las poblaciones LGBT. El primero de ellos llegó el 10 de mayo de 2017 en el Caso 0288-12-EP a favor de Bruno Paolo Calderón, un hombre transgénero que demandó al Estado para que reconozca su sexo como masculino. En el dictamen, la Corte Constitucional resolvió que tanto la cédula de identidad como la partida de nacimiento de Calderón debían ser cambiadas para mostrar su sexo como masculino y pidió a la Asamblea Nacional que enmendara la ley para facilitar casos futuros. El segundo llegó el 29 de mayo de 2018 en el Caso 1692-12-EP a favor de Satya, una niña hija de una pareja de mujeres a quienes el Registro Civil había impedido ser registradas como sus madres. En el dictamen, la Corte ordenó al Registro Civil inscribir a Satya con los apellidos de sus madres, además de disponer que en el futuro toda niña o niño concebido por medio de métodos de reproducción asistida tendría que ser inscrito sin importar que provenga de un hogar heterosexual u homoparental.
Un evento internacional de gran importancia que tendría repercusiones en Ecuador ocurrió además en enero de 2018: el pronunciamiento de la Corte Interamericana de Derechos Humanos a la Opinión Consultiva OC17-24, en que afirmó que los Estados adheridos al Pacto de San José de Costa Rica debían reconocer el derecho al matrimonio para las parejas del mismo sexo. El 8 de mayo del mismo año, el activista Efraín Soria acudió al Registro Civil junto a su novio, Javier Benalcázar, para intentar obtener un turno para contraer matrimonio. Ante la negativa del Registro Civil, Soria y Benalcázar presentaron una demanda ante la Corte Provincial de Justicia de Pichincha, la misma que decidió elevar una consulta a la Corte Constitucional en que preguntaba si la Opinión Consultiva OC17-24 era aplicable en Ecuador.
En la ciudad de Cuenca, dos parejas más acudieron al Registro Civil a intentar casarse, pero sus peticiones fueron negadas en mayo de 2018, por lo que presentaron acciones de protección. El 29 de junio del mismo año, las juezas Iliana Vallejo y Ruth Álvarez, de la Unidad Judicial de Familia, Mujer, Niñez y Adolescencia, aceptaron las acciones de protección en base a la Opinión Consultiva OC17-24 y declararon que se había violado el principio de igualdad y que el Registro Civil debía casar a las parejas de forma inmediata. Sin embargo, el 10 de septiembre, el Tribunal de la Corte de Justicia de Azuay aceptó la apelación del Registro Civil y anuló la decisión de las juezas Vallejo y Álvarez, por lo que el futuro del matrimonio igualitario quedó en manos de la Corte Constitucional.
El 29 de marzo de 2019, la Corte Constitucional instaló la audiencia para decidir la legalidad del matrimonio entre personas del mismo sexo en los casos 11-18-CN y 10-18-CN. Los dictámenes llegaron finalmente el 12 de junio del mismo año y fueron aprobados con votaciones de cinco votos a favor y cuatro en contra. La primera estuvo a cargo del juez Ramiro Ávila Santamaría y determinó que la Opinión Consultiva OC17-24 era vinculante para Ecuador, además de aclarar que no hacía falta una reforma constitucional para legalizar el matrimonio entre personas del mismo sexo, pues la definición de matrimonio como unión entre un hombre y una mujer presente en la constitución se complementaba con la de matrimonio entre personas del mismo sexo, que se garantizaba a través de la Opinión Consultiva y de varios artículos de la Convención Americana de Derechos Humanos. La segunda sentencia estuvo a cargo del juez Alí Lozada y declaró inconstitucionales los artículos del Código Civil y de la Ley de Gestión de la Identidad y Datos Civiles que hacían referencia al concepto de matrimonio como unión entre hombre y mujer y a la finalidad de procreación del mismo. Sustituyó además esta definición por: «matrimonio es un contrato solemne por el cual dos personas se unen con el fin de vivir juntas y auxiliarse mutuamente». Las sentencias entraron en vigencia el 8 de julio de 2019 con su publicación en el Registro Oficial, con lo que el matrimonio entre personas del mismo sexo quedó legalizado en Ecuador.

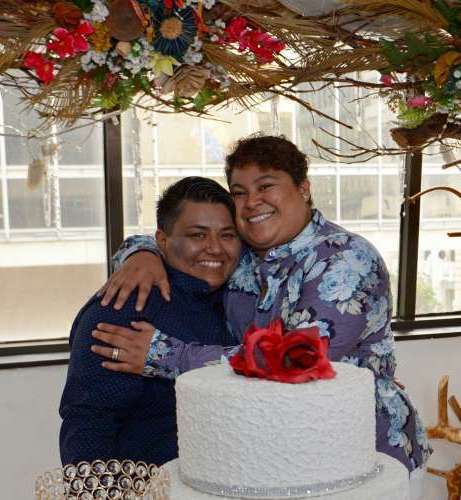
Alexandra Chávez y Michelle Avilés, primera pareja del mismo sexo en contraer matrimonio en Ecuador.

La legalización del matrimonio igualitario produjo reacciones de rechazo en grupos conservadores y religiosos, que organizaron marchas en Guayaquil y Quito en contra de los dictámenes de la Corte Constitucional. Eugenio Arellano Fernández, presidente de la Conferencia Episcopal Ecuatoriana también se mostró en contra de los dictámenes y afirmó que la Corte no estaba facultada para hacer algo así. Con motivo del Día Internacional del Orgullo LGBT, personas a favor de los derechos de las poblaciones LGBT marcharon a su vez en las principales ciudades y celebraron las decisiones de la Corte. El presidente Lenín Moreno se pronunció sobre el tema en un mensaje televisivo y afirmó que era tanto su deber como el de todos los ciudadanos el respetar las decisiones de la Corte Constitucional. Se refirió además a los miembros de la Corte como «jueces serios y honestos».
El primer matrimonio entre personas del mismo sexo tuvo lugar el 18 de julio de 2019 y fue entre la pareja conformada por Michelle Avilés y Alexandra Chávez, quienes contrajeron nupcias en las instalaciones del Registro Civil de Guayaquil. El primer matrimonio entre dos hombres tuvo lugar el 25 de julio del mismo año y fue entre Giovanny Vareles y Borys Álvarez, quienes también se casaron en el Registro Civil de Guayaquil. Durante los dos primeros años de vigencia de los dictámenes, se registraron 267 matrimonios de parejas del mismo sexo en Ecuador.

### Década de 2020
El 28 de junio de 2021, el presidente Guillermo Lasso creó la Subsecretaría de Diversidades, primera entidad pública ecuatoriana creada con el objetivo exclusivo de atender los problemas de las poblaciones LGBT del país. El 13 de julio del mismo año, la Asamblea Nacional ratificó por votación unánime la Convención Interamericana contra toda forma de discriminación e intolerancia, que fue el primer documento regional vinculante en que se reconoció de forma explícita como motivos de discriminación a la orientación sexual, la identidad de género y la expresión de género.
Del lado de la representación política, dos personas abiertamente LGBT fueron elegidas asambleístas alternos durante las elecciones legislativas de 2021: Walter Gómez Ronquillo y Jahiren Noriega. Ambos asumieron el cargo de asambleístas principales en septiembre de 2022, tras la renuncia de los asambleístas de quienes eran suplentes. También fue notoria la elección de José Arroyo Cabrera, quien en 2023 fue elegido alcalde del cantón Pujilí, lo que lo convirtió en la primera persona abiertamente LGBT en ser elegida alcalde en la historia de Ecuador.